# Кайнар, Йозеф
Йозеф Кайнар (чеш. Josef Kainar; 29 июня 1917, Пршеров, Австро-Венгрия — 16 ноября 1971, Добржиш, ЧССР) — чешский поэт-лирик, драматург, журналист, переводчик, сценарист, музыкант, художник-иллюстратор. Лауреат Государственной премии им. К. Готвальда (1953).

## Биография
Родился в семье железнодорожного чиновника. В 1938—1939 годах изучал чешскую и французскую филологию в Карловом университете. После закрытия немецкими оккупантами чешских университетов, зарабатывал на жизнь, работая железнодорожником, работником лесопилки, гитаристом и скрипачом оркестра (сочинял танцевальные композиции). Позже профессионально занялся музыкой, особенно джазовой и блюзовой. Пробовал свои силы в фотоискусстве.
Член Группы 42.
В 1945—1947 годах работал в редакции газеты «Rovnost» (Брно), печатал публицистические статьи. Был сценарным редактором в Театре сатиры.
С 1969 года возглавлял Подготовительный комитет Союза чешских писателей и был избран председателем Союза.
В стихах Й. Кайнара периода Второй мировой войны (1939—1945), включённых в сборники «Случаи и миниатюры» (1940), «Новые мифы» (1946), «Судьбы» (1947), выражено трагическое мироощущение, навеянное годами немецкой оккупации, абсурдностью буржуазных отношений.
В послевоенный период Кайнар — активный участник социалистических преобразований. Его стихи раскрывают поэзию трудовых будней, разоблачают мещанство, рутину (сборники «Большая любовь», 1950; «Чешская мечта», 1953; «Человека люблю я горькой любовью», 1959; «Лазарь и песня», 1960).
Автор остроумных стихотворных фельетонов, песен, куплетов (сборники «Мои блюзы», 1966; «Последние известия», 1971), пьес («Убу возвращается, или Рубцы не останутся», 1949; «Покойный Насреддин», 1959, и др.), стихов и сказок для детей.
Автор драматических произведений, как правило, сатирического жанра.
Переводил произведения В. В. Маяковского, Р. М. Рильке.
Последние два года своей жизни активно работал с рок-группами в качестве автора текстов для альбомов.
Похоронен на Вышеградском кладбище в Праге.

## Поэзия
- Příběhy a menší básně (1940)
- Nové mýty (1946)
- Osudy, Dvůr (сборник, 1947)
- Veliká láska (1950)
- Český sen (1953)
- Člověka hořce mám rád (1959)
- Lazar a píseň (1960)
- Moje blues (1966)

## Стихи для детей
- Říkadla (1948)
- Zlatovláska (1958)
- Nevídáno neslýcháno (1964)

## Избранные сценарии
- Сон в летнюю ночь (1959)
- Сказка о старом трамвае (1961)
- Барон Мюнхгаузен (1962)